# Liste der Meeresalgen von Helgoland
Diese Liste enthält die bei Helgoland vorkommenden Meeresalgen aus den Gruppen der Grünalgen, Braunalgen und Rotalgen. Sie steht beispielhaft für die in der Nordsee verbreiteten festsitzenden (benthischen) Algen. Die Liste basiert auf dem Buch Meeresalgen von Helgoland (Kornmann & Sahling 1983) sowie der Liste The marine macroalgae of Helgoland (Bartsch & Kuhlenkamp (2000)).
Insgesamt sind auf dem Helgoländer Felssockel 322 Arten nachgewiesen worden. Diese reichen Algenvorkommen sind für die Deutsche Bucht einzigartig, da Helgoland als einzige Felseninsel ein ausgeprägtes Felswatt und Laminaria-Tangwälder aufweist. Angespült oder an Hafenmauern sind manche Arten auch an den Nordseeinseln und Küsten im Wattenmeer zu finden, welches aber mit 113 Arten deutlich artenärmer ist. Die westliche Ostsee weist im Vergleich 211 Arten auf, im östlichen Teil wurden im Brackwasser nur 181 Arten gefunden.
Für viele Arten existieren keine deutschen Namen, daher ist die Liste nach den wissenschaftlichen Namen geordnet. Diese wurden nach AlgaeBase (2012) aktualisiert.

## Braunalgen (Phaeophyta)
- Acinetospora crinita
- Actinema scutellum

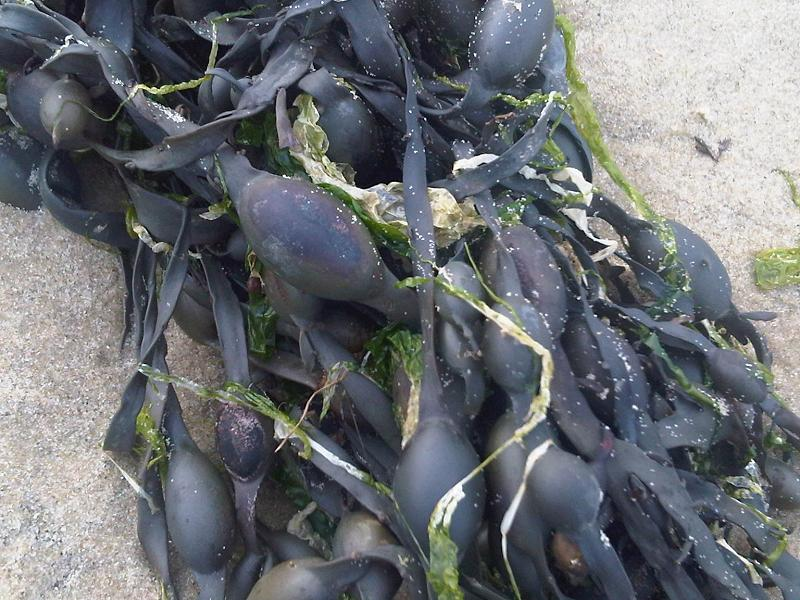
Knotentang (Ascophyllum nodosum)

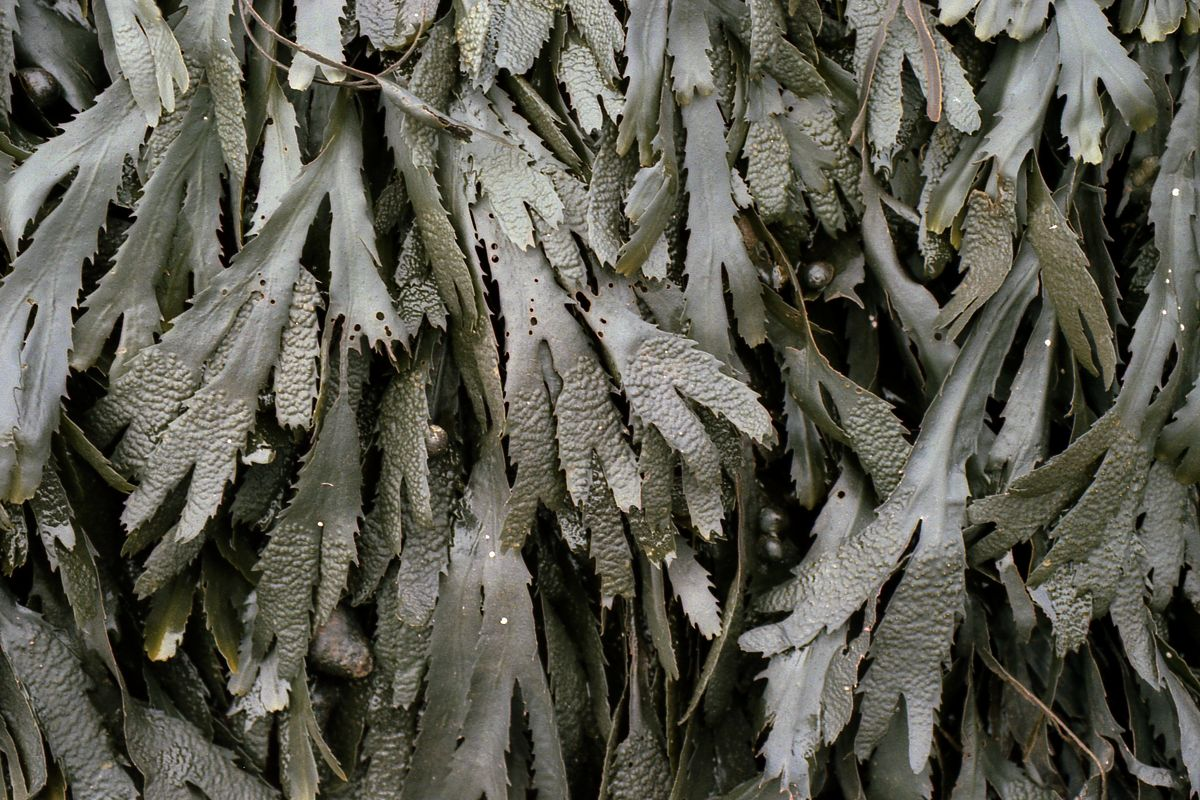
Sägetang (Fucus serratus)

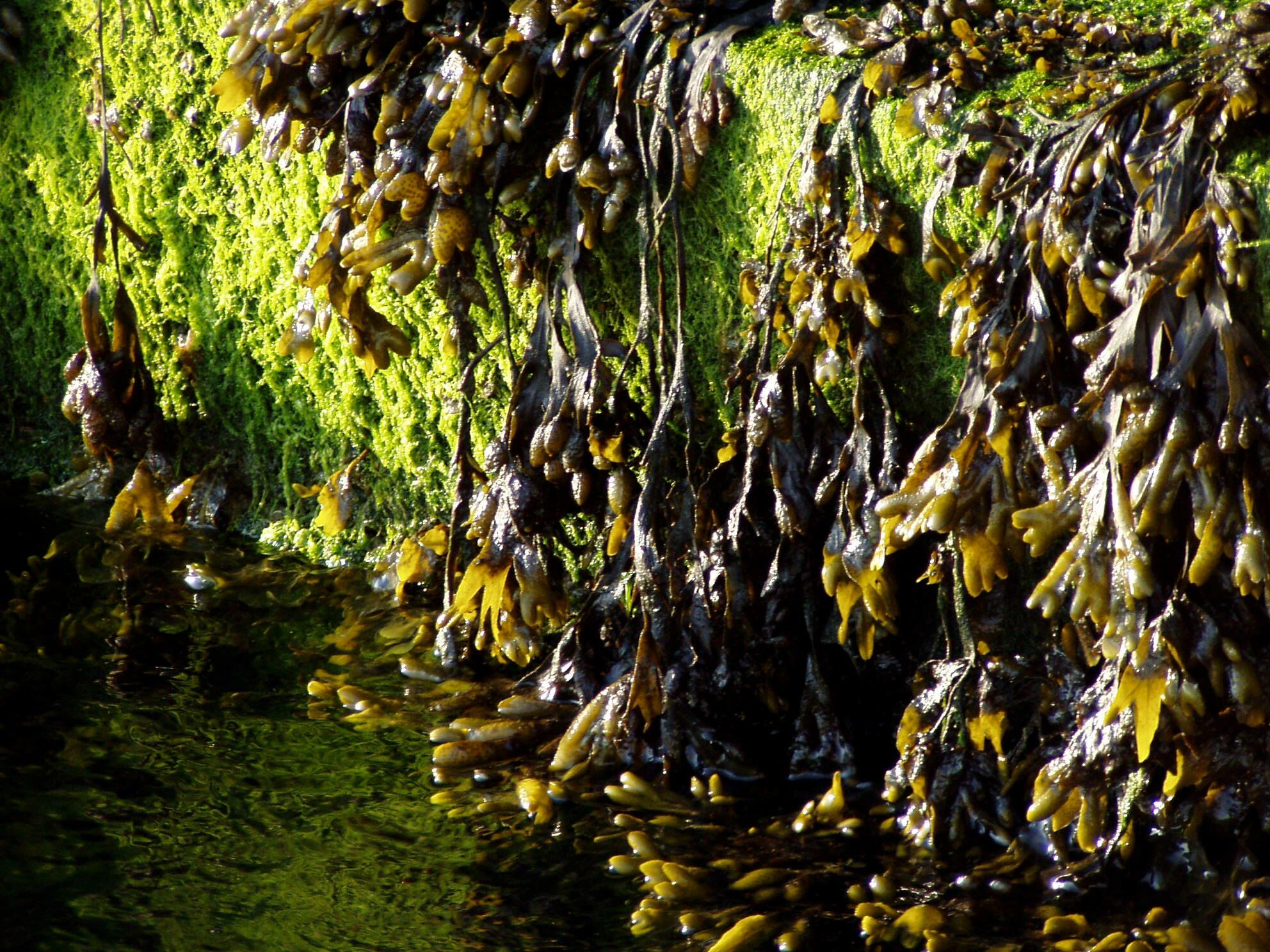
Spiraltang (Fucus spiralis)

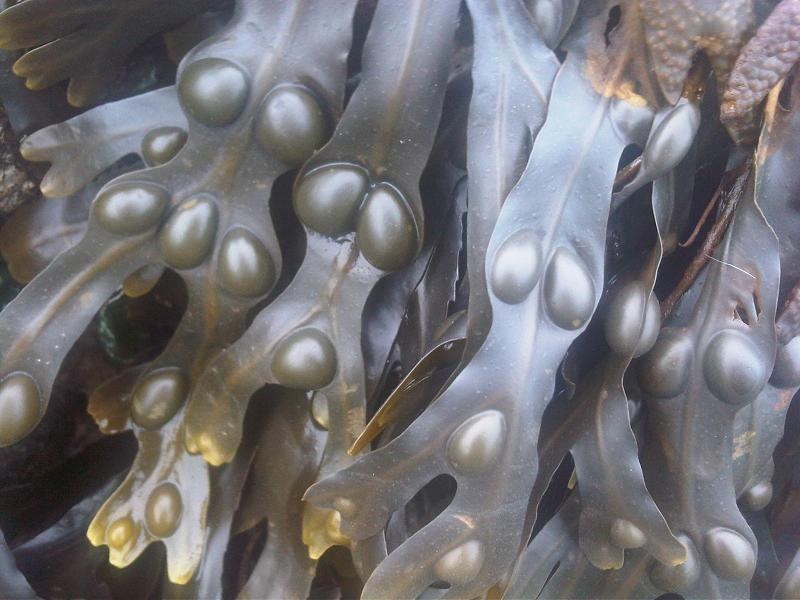
Blasentang (Fucus vesiculosus)

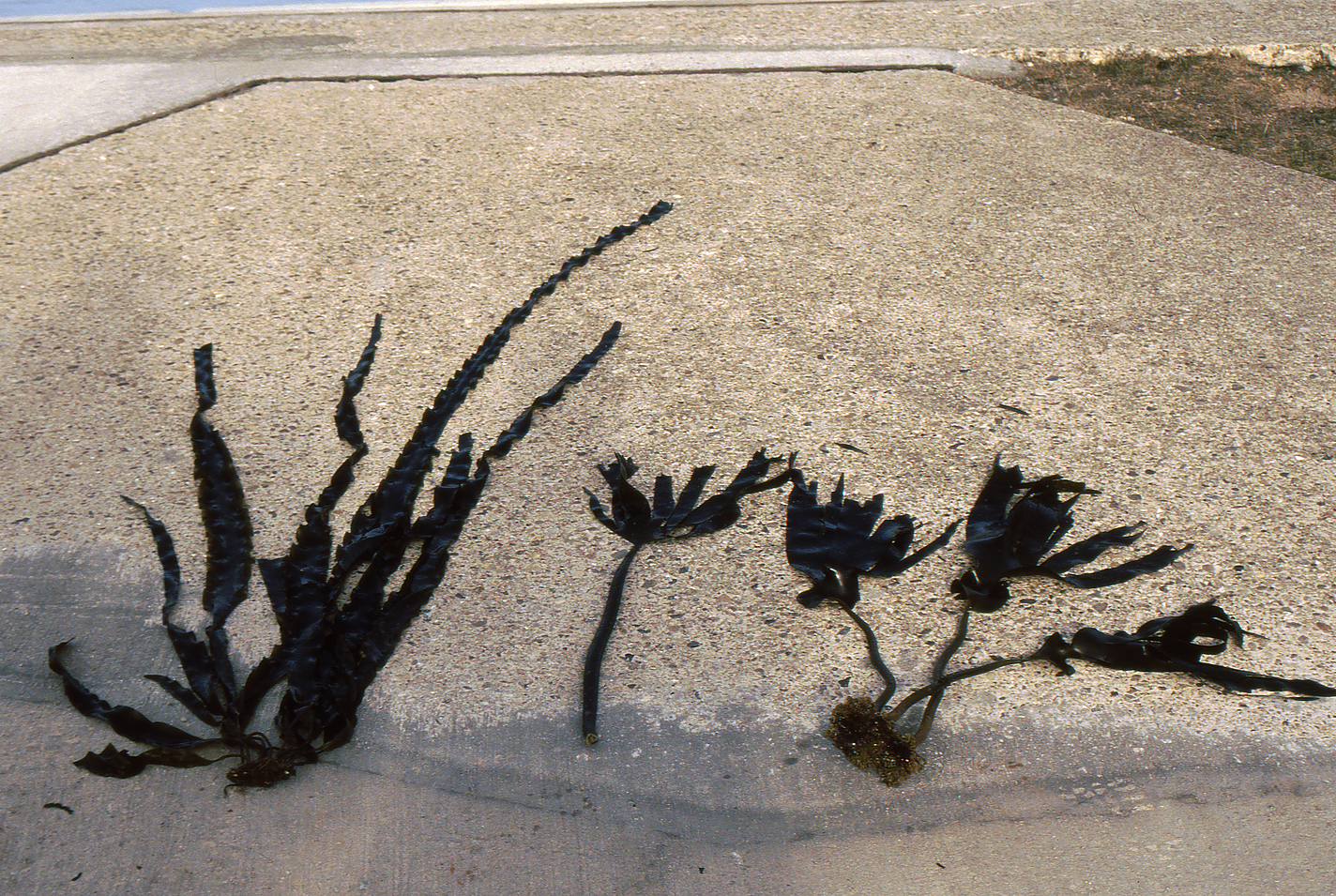
Links: Zuckertang (Saccharina latissima), Mitte: Fingertang (Laminaria digitata), rechts: Palmentang (Laminaria hyperborea)

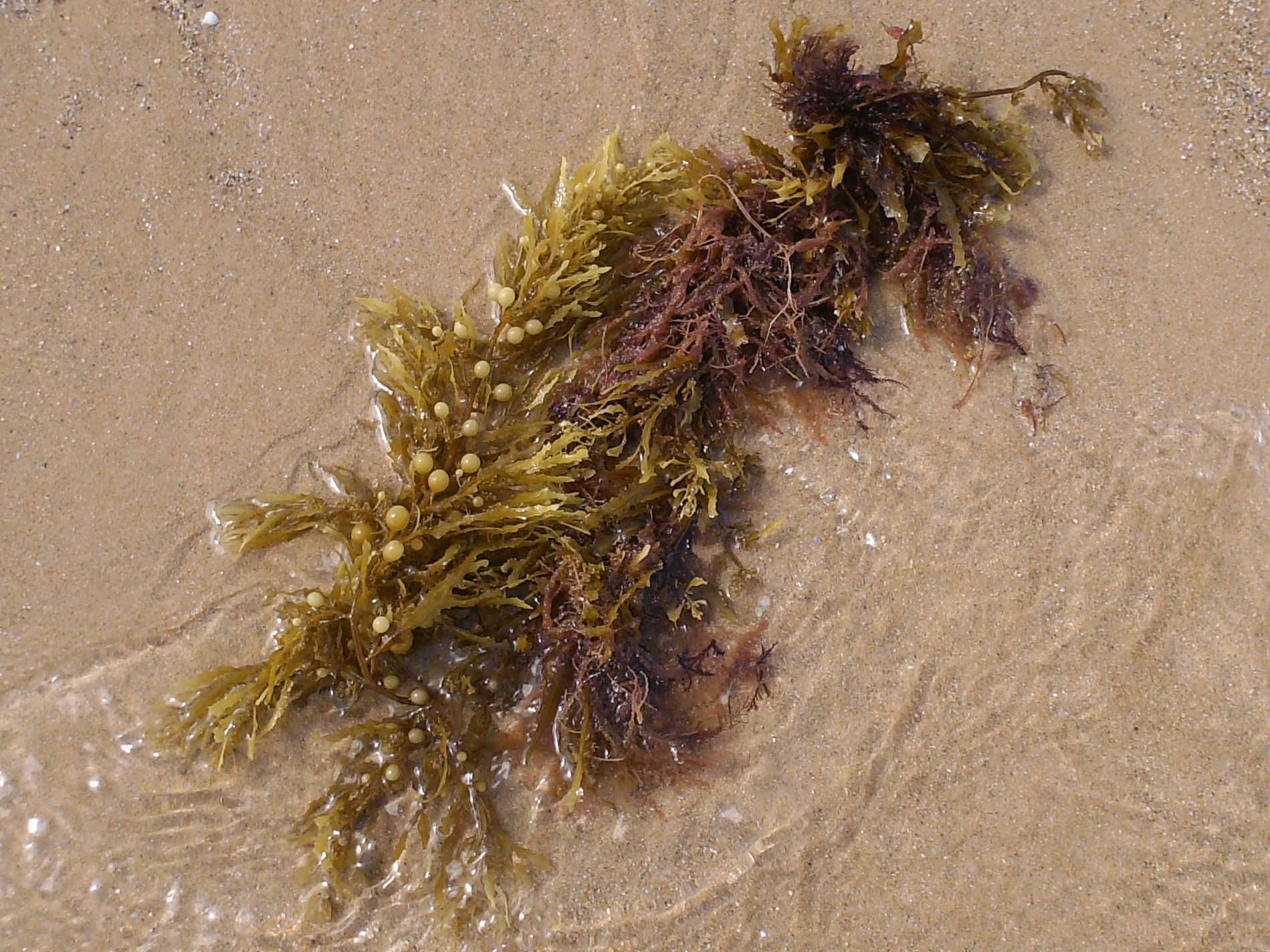
Sargassum muticum, eine eingeschleppte Art

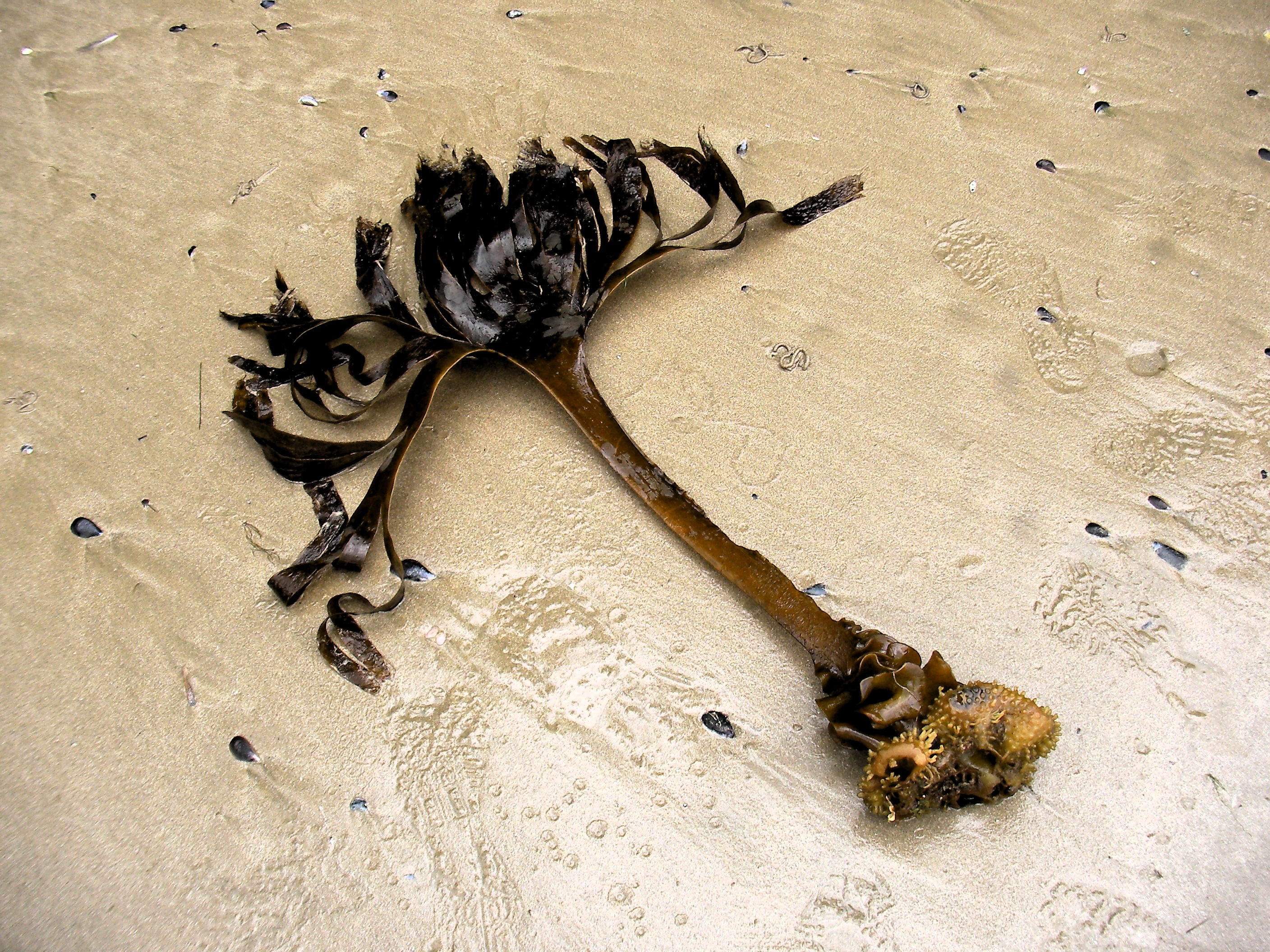
Saccorhiza polyschides

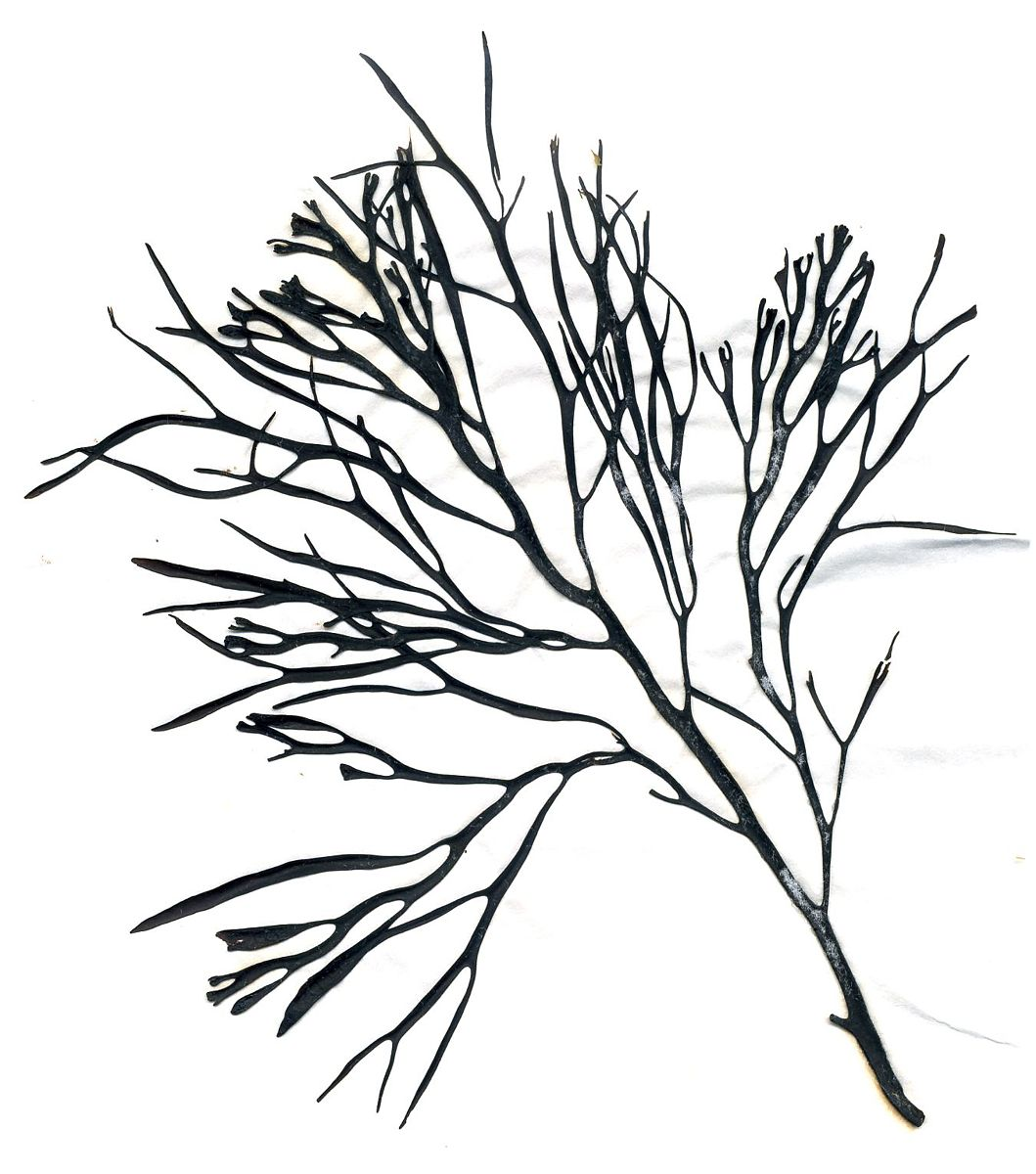
Schotentang (Halidrys siliquosa)

- Alaria esculenta – Flügeltang, Essbarer Riementang
- Arthrocladia villosa
- Ascophyllum nodosum – Knotentang
- Asperococcus fistulosus
- Battersia plumigera
- Battersia racemosa
- Botrytella micromora
- Botrytella reinboldii
- Chaetopteris plumosa
- Chorda filum – Gemeine Meersaite
- Chorda tomentosa – Zottige Meersaite
- Chordaria flagelliformis – Geißeltang
- Cladostephus spongiosus
- Cladostephus verticillatus
- Compsonema saxicola
- Corynophlaea crispa
- Cutleria multifida
- Delamarea attenuata
- Desmarestia aculeata – Stacheltang
- Desmarestia viridis – Federige Desmarestia
- Dictyosiphon foeniculaceus – Fenchel-Netzschlauchalge
- Dictyota dichotoma – Gabelzunge
- Ectocarpus confervoides
- Ectocarpus dasycarpus
- Ectocarpus fascículatus
- Ectocarpus siliculosus – Felsen-Faseralge
- Elachista fucicola – Tang-Büschelalge
- Elachista scutulata
- Eudesme virescens
- Fucus ceranoides
- Fucus serratus – Sägetang
- Fucus spiralis – Spiraltang
- Fucus vesiculosus – Blasentang
- Halopteris scoparia
- Halosiphon tomentosus
- Haplospora globosa
- Halidrys siliquosa – Schotentang, Meereiche
- Hecatonema terminale
- Herponema velutinum
- Himanthalia elongata – Riementang (zeitweiliges Vorkommen)
- Hincksia fuscata
- Hincksia granulosa
- Hincksia hincksiae
- Hincksia sandriana
- Isthmoplea sphaerophora
- Kuckuckia spinosa
- Kützingiella holmesii
- Kuetzingiella maculans
- Laminaria digitata – Fingertang
- Laminaria hyperborea – Palmentang
- Laminariocolax aecidioides
- Laminariocolax tomentosoides
- Leathesia marina
- Leptonematella fasciculata
- Lithosiphon filiformis
- Litosiphon laminariae
- Mesogloia vermiculata
- Microspongium globosum
- Mikrosyphar polysiphoniae
- Mikrosyphar porphyrae
- Myrionema strangulans
- Petalonia fascia – Bandblatt
- Petalonia filiformis
- Petalonia zosterifolia – Seegras-Bandalge
- Petroderma maculiforme
- Petrospongium berkeleyi
- Phaeostroma pustulosum
- Phycocelis crouaniorum
- Phycocelis foecunda
- Pilinia rimosa
- Pleurocladia lucifuga
- Pogotrichum filiforme
- Protectocarpus hecatonemoides
- Protectocarpus speciosus
- Protohalopteris radicans (Syn. Sphacelaria radicans) – Rasen-Büschelalge
- Pseudolithoderma extensum
- Punctaria latifolia
- Punctaria plantaginea – Echter Meerwegerich
- Punctaria tenuissima
- Pylaiella littoralis
- Pylaiella varia
- Ralfsia verrucosa – Warzige Braunalge
- Saccharina latissima (Syn. Laminaria saccharina) – Zuckertang
- Saccorhiza polyschides
- Sargassum muticum, ein invasiver Neobiont aus der Gattung der Golftange[3]
- Sauvageaugloia divaricata
- Scytosiphon lomentaria – Geschnürter Schlauchtang
- Sorapion simulans
- Sphacelaria cirrosa
- Sphacelaria furcigera
- Sphacelaria plumula
- Sphacelaria rigidula
- Sphacelaria solitaria
- Sphaceloderma caespitula
- Sphacelorbus nanus
- Spongonema tomentosum – Filzige Braunalge
- Sporochnus pedunculatus
- Stictyosiphon soriferus
- Stragularia clavata
- Streblonema fasciculatum
- Striaria attenuata
- Symphyocarpus strangulans
- Tilopteris mertensii

## Rotalgen (Rhodophyta)
- Acrochaetium kuckuckianum
- Acrochaetium microfilum
- Acrochaetium secundatum
- Acrochaetium seiriolanum
- Aglaothamnion hookeri
- Aglaothamnion tenuissimum
- Ahnfeltia plicata – Faltentang
- Antithamnion cruciatum
- Antithamnionella floccosa
- Antithamnionella ternifolia
- Apoglossum ruscifolium
- Audouinella membranacea
- Bangia fuscopurpurea

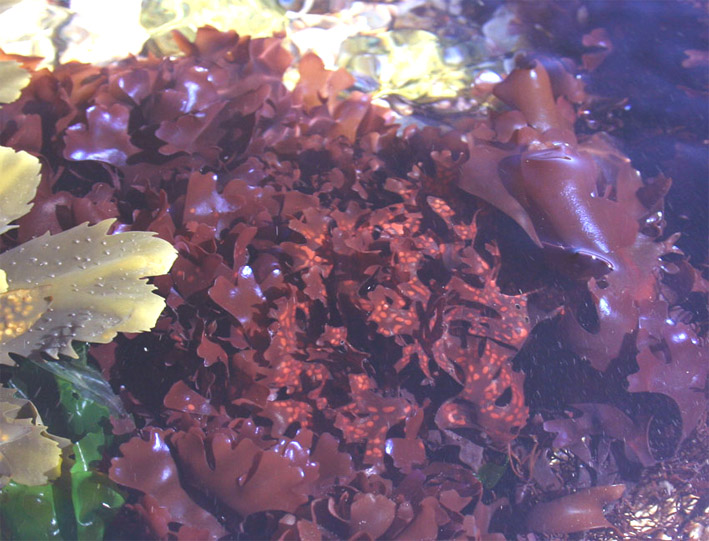
Knorpeltang (Chondrus crispus)

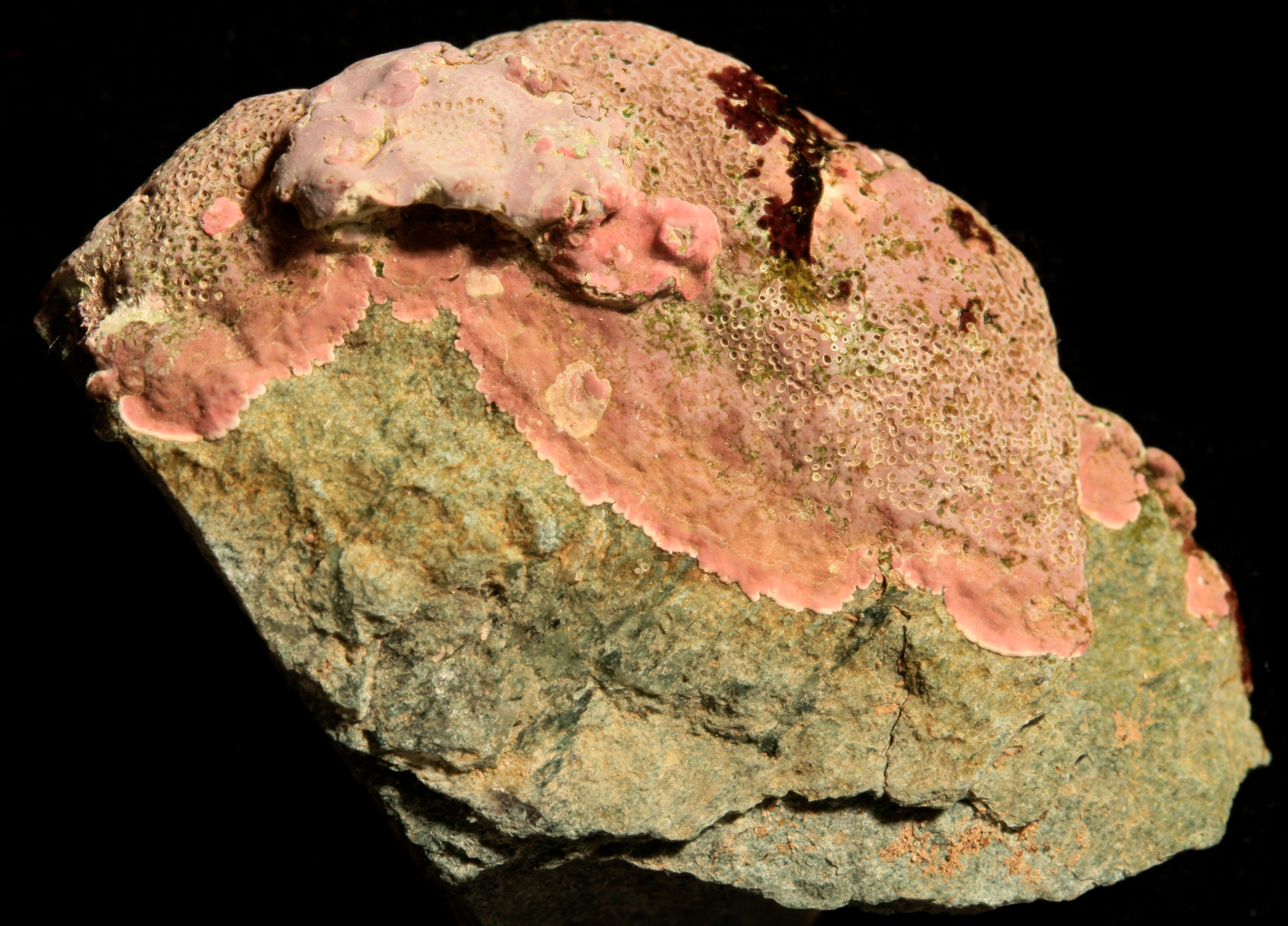
Lithophyllum orbiculatum

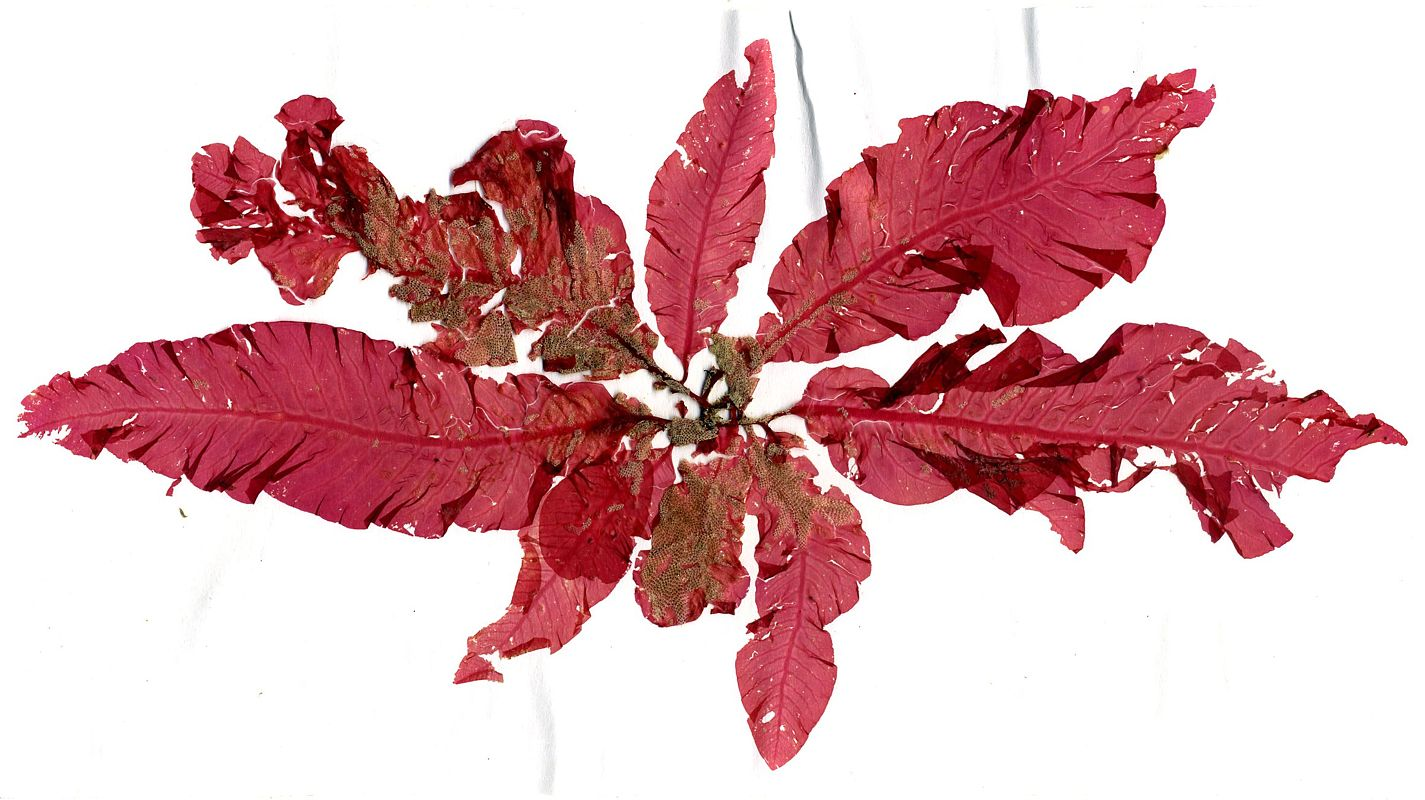
Blutroter Meerampfer (Delesseria sanguinea)

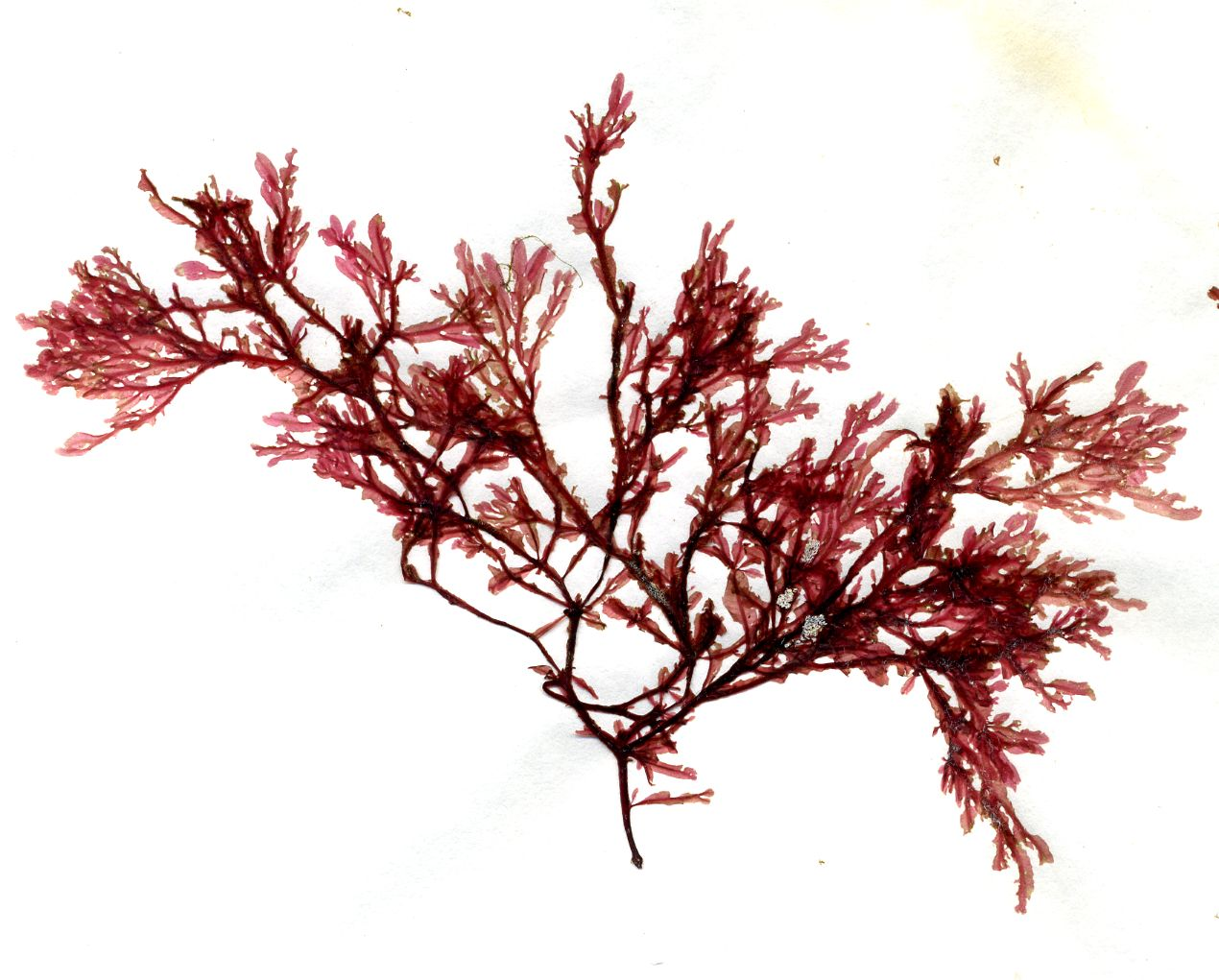
Flügel-Seeampfer (Membranoptera alata)

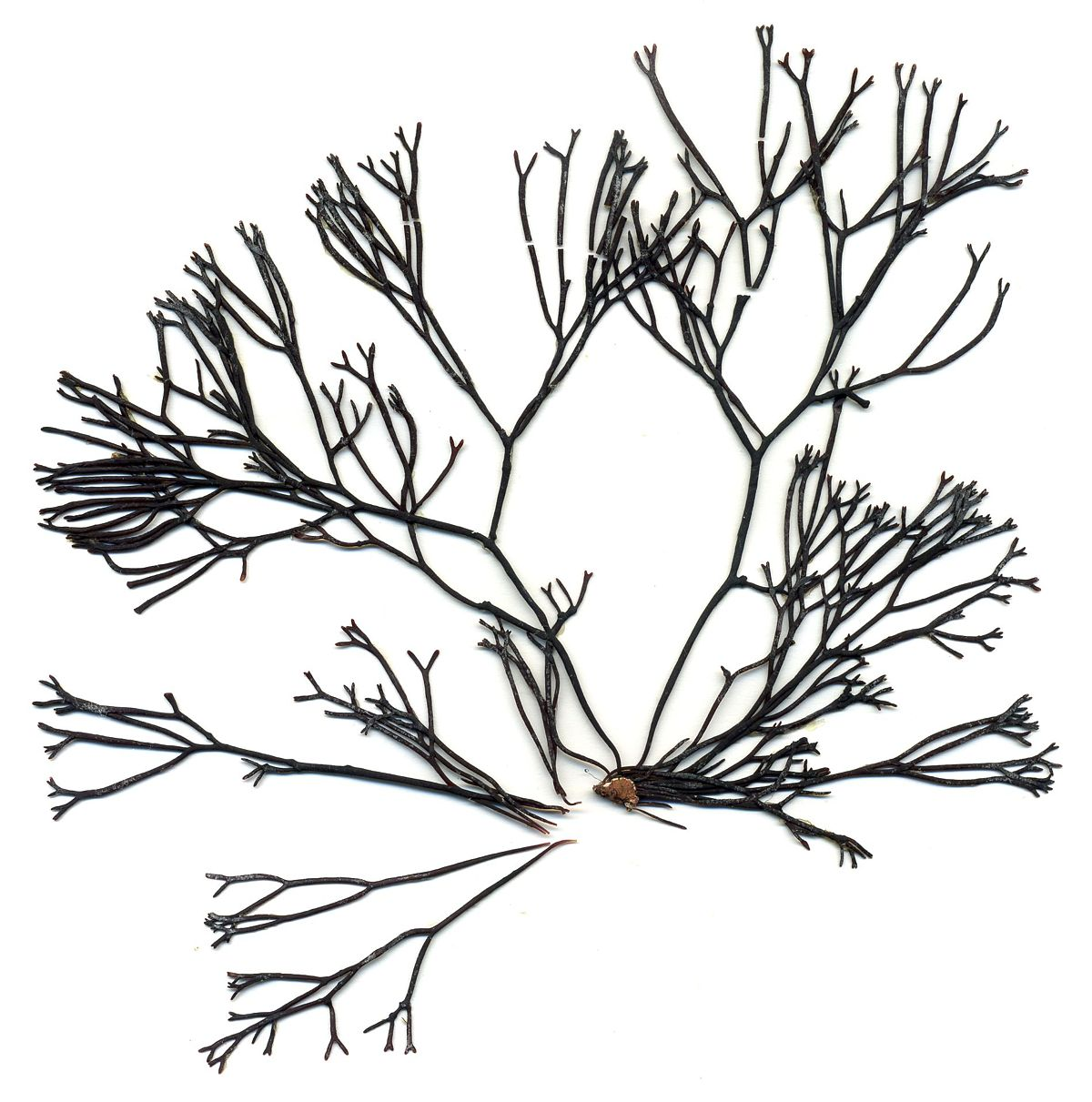
Scherentang (Polyides rotunda)

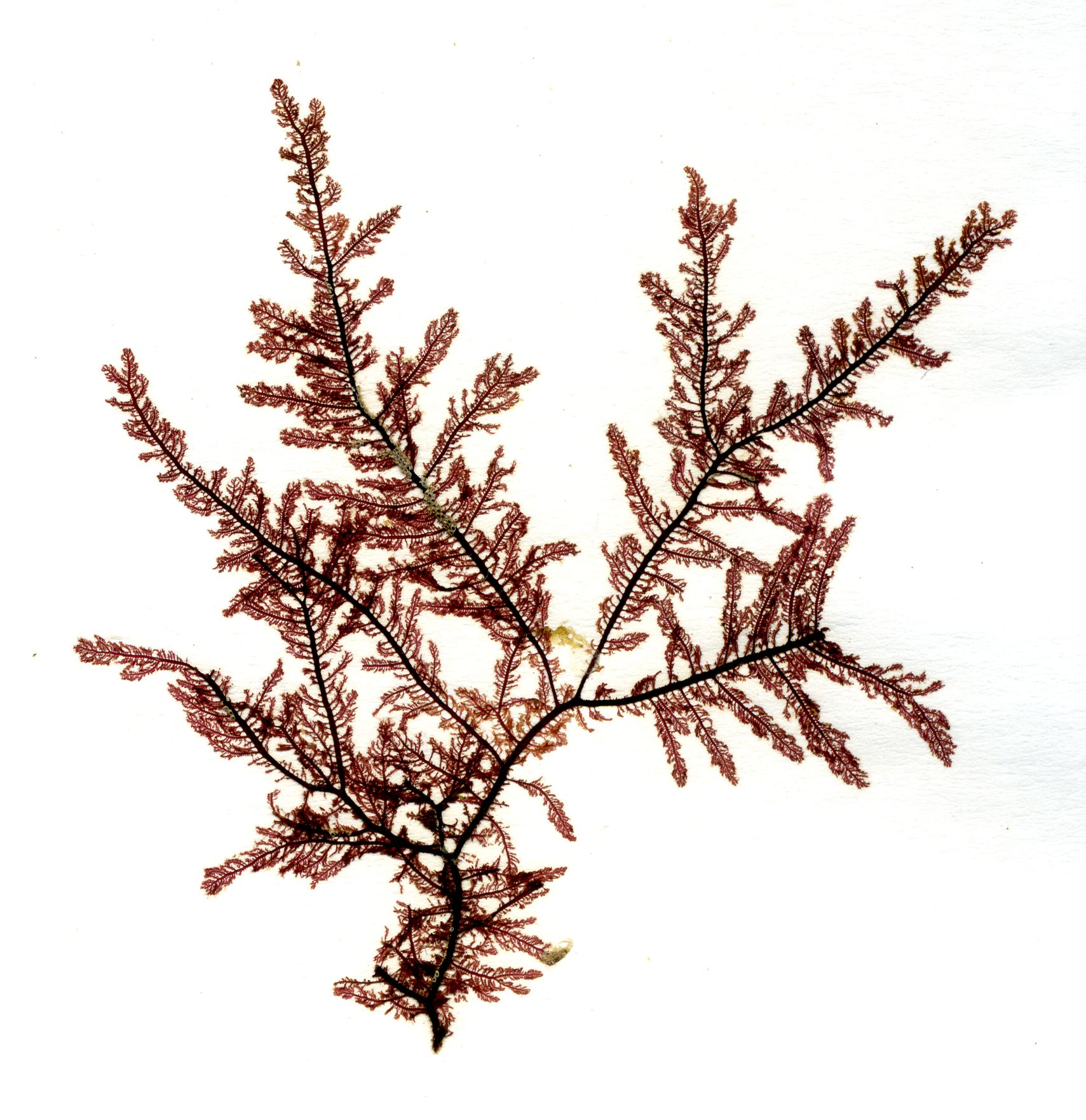
Zierliche Seefeder (Plumaria plumosa)

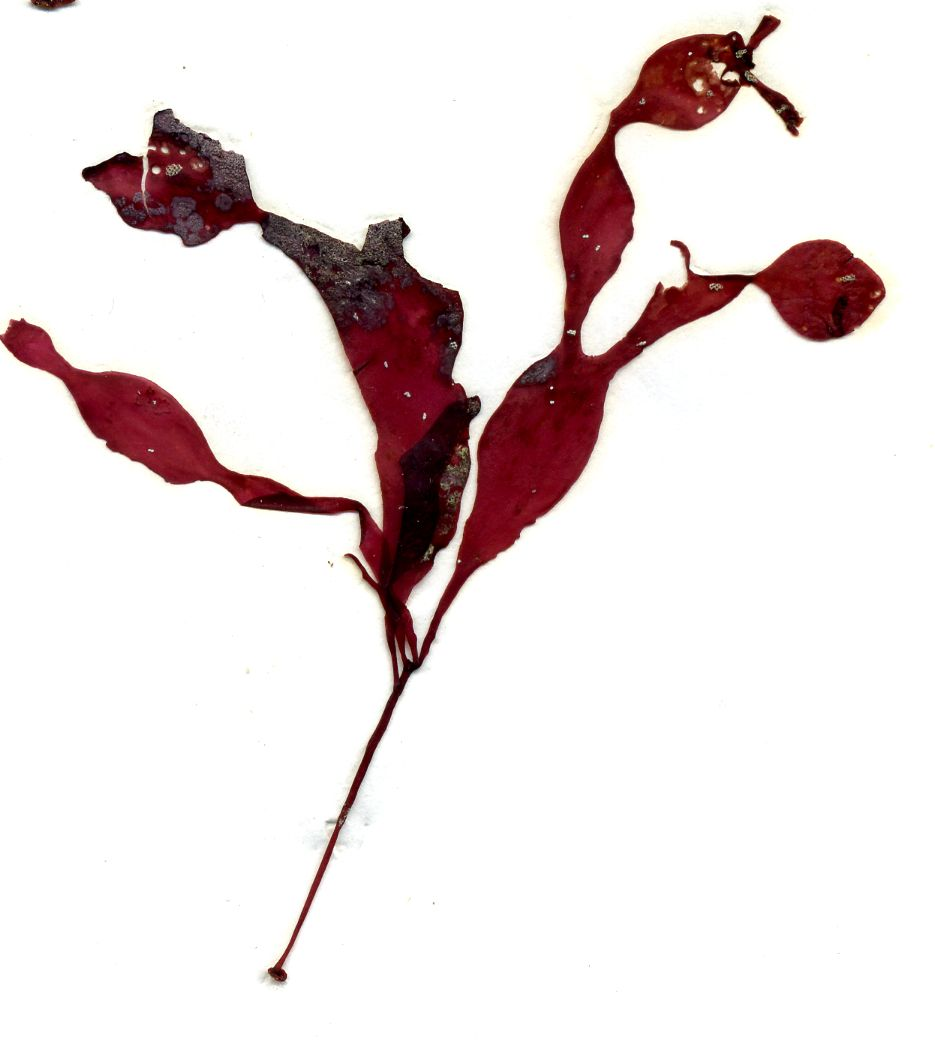
Coccotylus truncatus

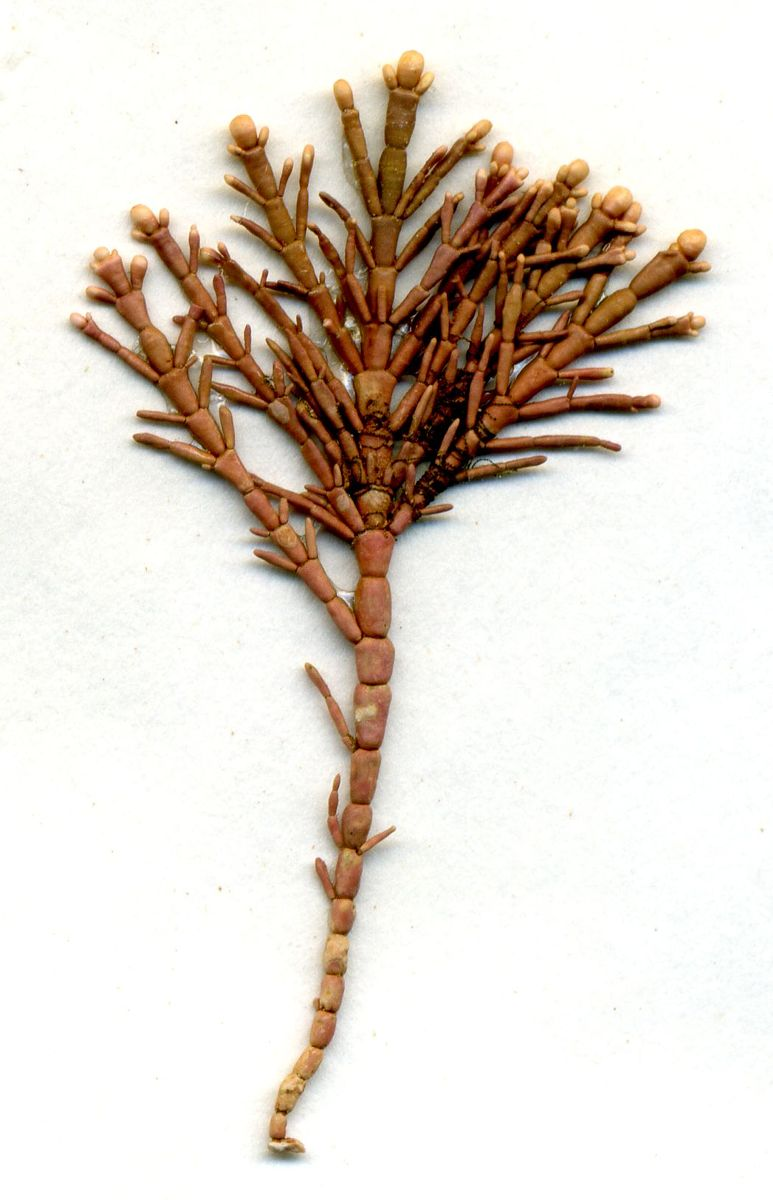
Korallenmoos (Corallina officinalis)

- Bonnemaisonia hamifera (inklusive Trailliella intricata), ein Neophyt[3]
- Brongniartella byssoides – Christbaumalge
- Callithamnion corymbosum
- Callithamnion hookeri
- Callithamnion tetragonum, ein Neophyt[3]
- Callithamnion tetricum
- Ceramium deslongchampsii
- Ceramium tenuicorne
- Ceramium virgatum (Syn. Ceramium rubrum) – Roter Horntang
- Chondria dasyphylla
- Chondrus crispus – Knorpeltang
- Coccotylus truncatus (Syn. Phyllophora truncata)
- Colaconema daviesii
- Compsothamnion gracillimum
- Corallina officinalis – Korallenmoos
- Cruoria pellita
- Cystoclonium purpureum
- Delesseria sanguinea – Blutroter Meerampfer
- Dematolithon pustulatum
- Dudresnaya verticillata
- Dumontia contorta – Wurmblatt
- Erythrodermis traillii
- Erythrotrichia carnea
- Erythrotrichia reflexa
- Furcellaria lumbricalis – Gabeltang
- Gastroclonium ovatum
- Gelidium corneum
- Gloiosiphonia capillaris
- Gracilaria gracilis
- Gracilariopsis longissima
- Gymnogongrus crenulatus
- Haemescharia hennedyi
- Halarachnion ligulatum
- Halurus flosculosus, ein Neophyt[3]
- Harveyella mirabilis
- Helminthocladia calvadosii
- Helminthora divaricata
- Hildenbrandia rubra – Speckkrustenalge
- Hydrolithon farinosum
- Hypoglossum hypoglossoides
- Jania rubens
- Lithophyllum orbiculatum
- Lithothamnium sonder
- Lomentaria clavellosa
- Lomentaria orcadensis
- Mastocarpus stellatus – Kraussterntang, ein Neophyt[3]
- Melobesia membranacea
- Membranoptera alata – Flügel-Seeampfer
- Monosporus pedicellatus
- Naccaria wiggii
- Nemalion helminthoides
- Neosiphonia harveyi, ein Neophyt[3]
- Osmundea oederi
- Osmundea truncata
- Peyssonnelia dubyi
- Phycodrys rubens – Roter Eichtang
- Phyllophora crispa
- Phyllophora pseudoceranoides – Dünnes Rotblatt
- Phyllophora traillii
- Phymatolithon calcareum
- Phymatolithon laevigatum – Kalkkrustenrotalge
- Phymatolithon lenormandii – Körnige Kalkkrustenrotalge
- Phymatolithon purpureum
- Plagiospora gracilis
- Platoma bairdii
- Plocamium cartilagineum – Kammtang
- Plumaria plumosa – Zierliche Seefeder
- Pneophyllum fragile
- Pneophyllum myriocarpum
- Polyides rotunda – Scherentang
- Polysiphonia elongata – Langfädiger Röhrentang
- Polysiphonia fucoides
- Polysiphonia nigra
- Polysiphonia stricta
- Polysiphonia violacea
- Porphyra dioica (als Porphyra laciniata bei Kornmann/Sahling[2])
- Porphyra linearis
- Porphyra ochotensis
- Porphyra purpurea – Purpurblatt
- Porphyra umbilicalis – Nabel-Purpurtang
- Porphyropsis coccinea
- Pterothamnion plumula
- Pyropia leucosticta
- Pyropia yezoensis
- Rhodochorton floridulum
- Rhodochorton purpureum
- Rhodomela confervoides – Braunroter Zweigtang
- Rhodomela virgata
- Rhodophysema elegans
- Rhodothamniella floridula
- Rubrointrusa membranacea
- Scinaia furcellata subsp. scandinavica
- Spermothamnion repens
- Stylonema alsidii
- Titanoderma pustulatum
- Tsengia bairdii
- Vertebrata lanosa

## Grünalgen (Chlorophyta)
- Acrochaete viridis
- Acrochaete repens
- Acrochaete wittrockii

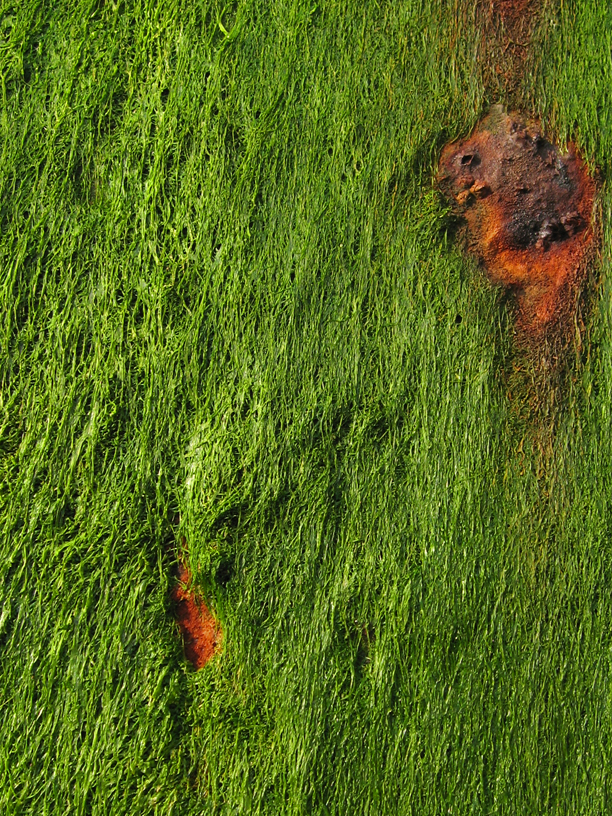
Kleiner Röhrentang (Blidingia minima)

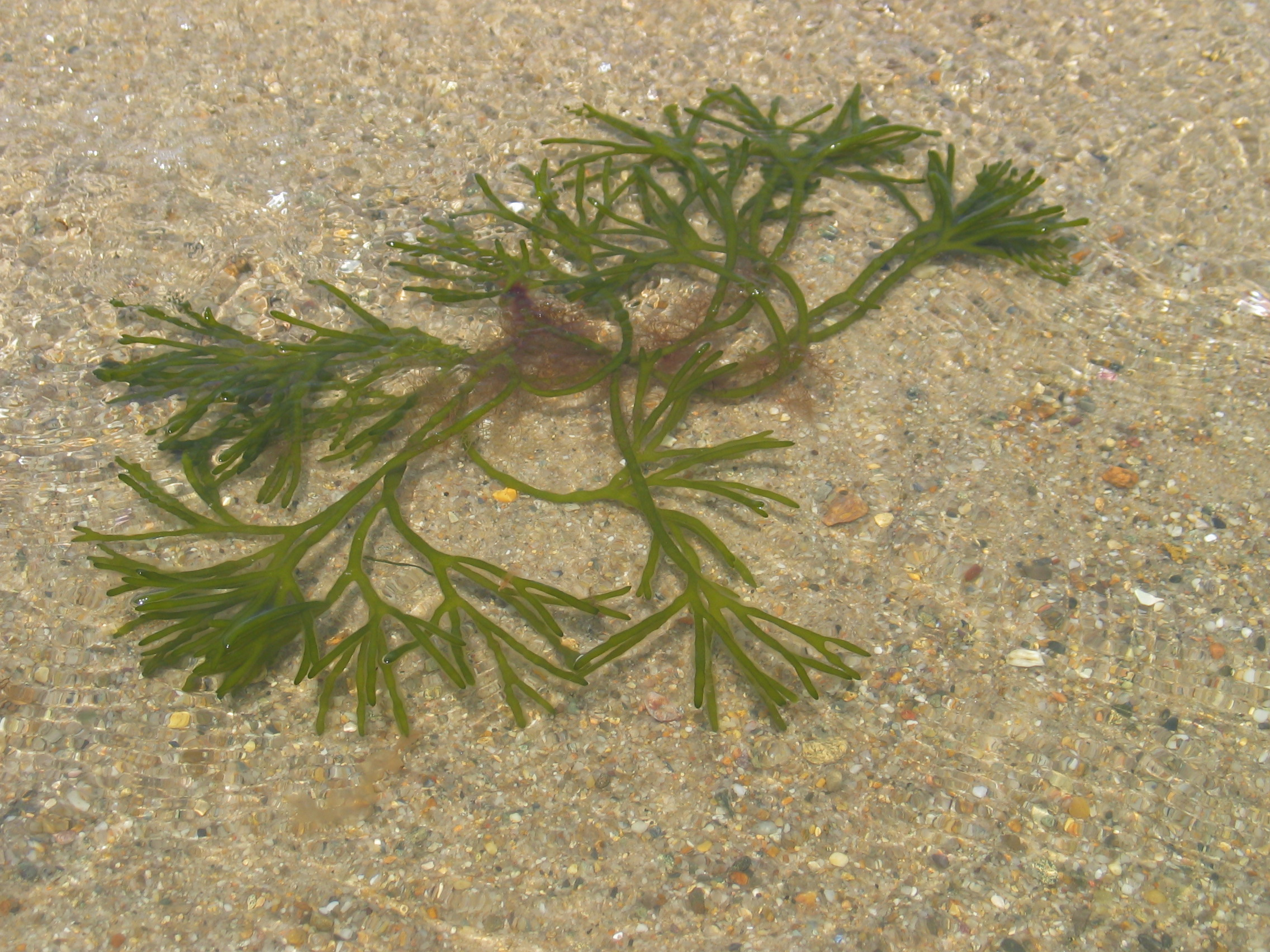
Codium fragile

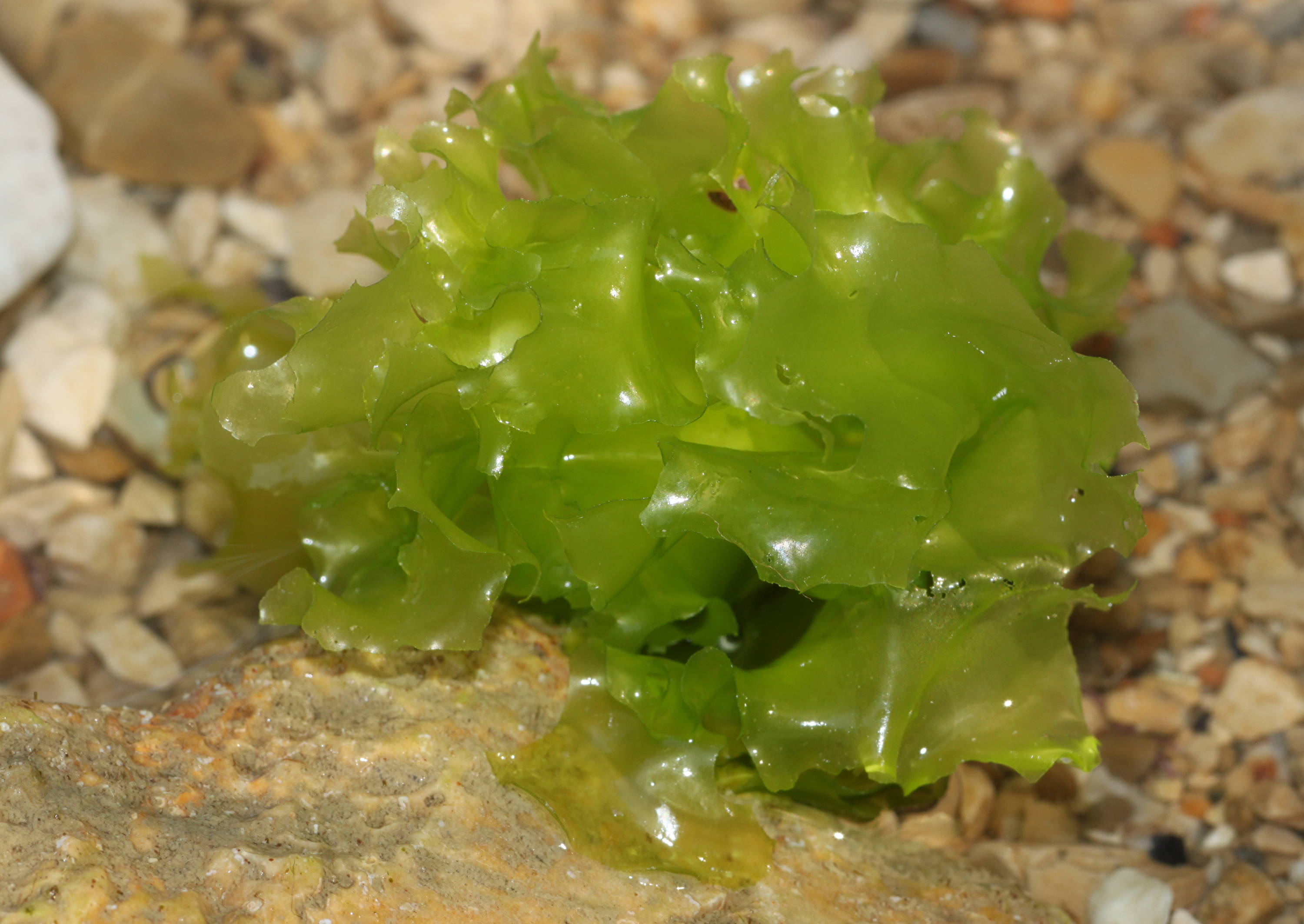
Meersalat (Ulva lactuca)

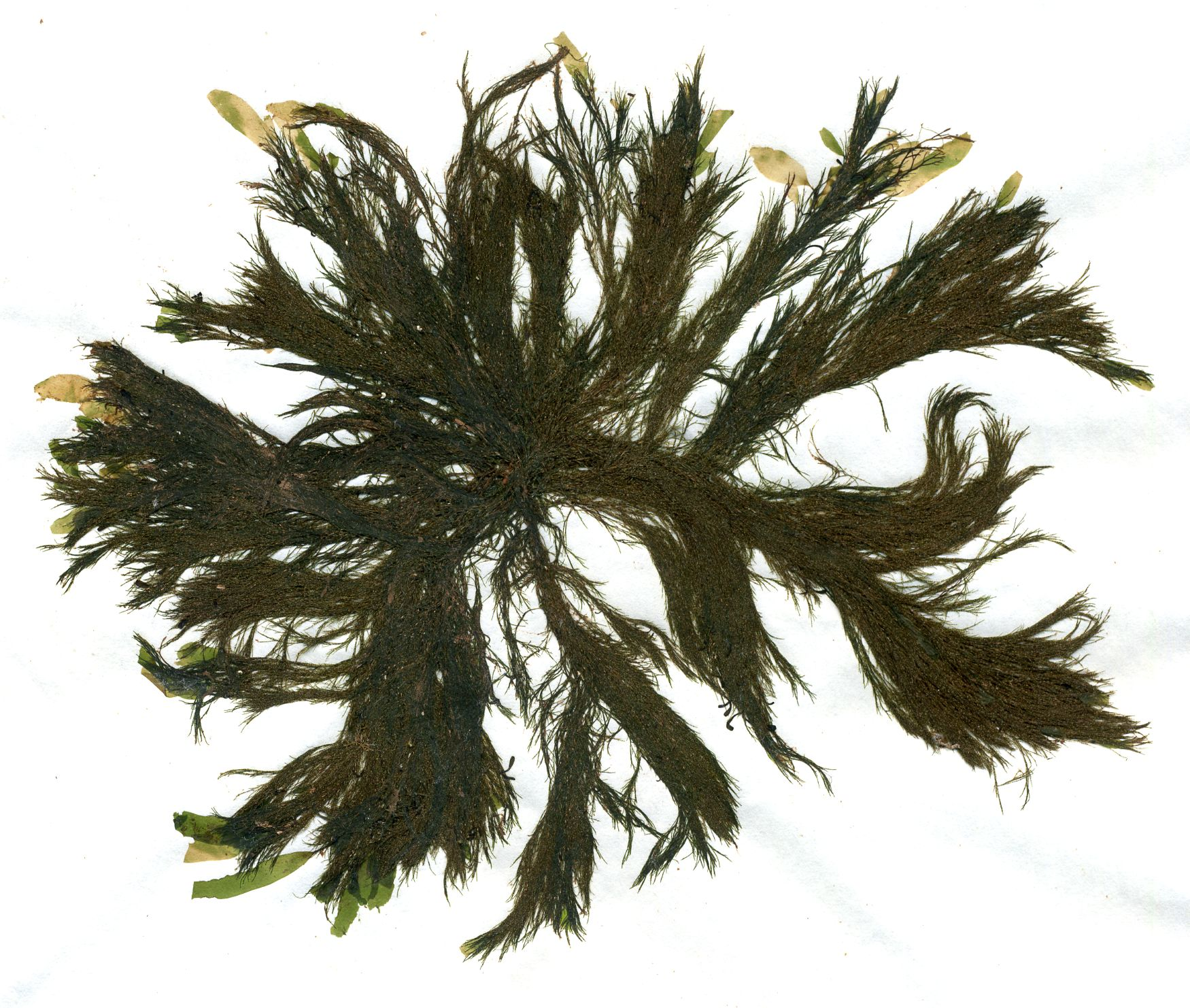
Felsen-Zweigfadenalge (Cladophora rupestris)

- Acrosiphonia arcta – Gewöhnliche Zweigfadenalge
- Acrosiphonia sonderi
- Blidingia chadefaudii
- Blidingia marginata
- Blidingia minima – Kleiner Röhrentang, Kleiner Darmtang
- Blidingia subsalsa
- Bolbocoleon piliferum
- Bryopsis hypnoides
- Bryopsis lyngbyei
- Capsosiphon fulvescens – Blonde Spiralfadenalge
- Chaetomorpha aerea
- Chaetomorpha melagonium – Dickfädiges Borstenhaar
- Chaetomorpha tortuosa – Zwergfadenalge
- Chlorochytrium cohnii
- Chlorochytrium willei
- Cladophora albida
- Cladophora lehmanniana
- Cladophora rupestris – Felsen-Zweigfadenalge
- Cladophora sericea – Seidige Zweigfadenalge
- Codium fragile, ein Neophyt[3]
- Derbesia marina
- Epicladia flustrae
- Gayralia oxysperma
- Gomontia polyrhiza
- Hormiscia neglecta
- Hormiscia penicilliformis
- Kornmannia leptoderma
- Monostroma arcticum
- Monostroma grevillei – Trompetenalge
- Ochlochaete hystrix
- Percursaria percursa
- Prasiola stipitata – Gestielte Prasiola
- Pringsheimiella scutata
- Protomonostroma undulatum
- Pseudendoclonium dynamenae
- Rhizoclonium kochianum
- Rhizoclonium riparium
- Rosenvingiella constricta
- Rosenvingiella polyrhiza
- Spongomorpha aeruginosa – Wollige Zweigfadenalge
- Syncoryne reinkei
- Ulva clathrata
- Ulva compressa – Flacher Darmtang
- Ulva curvata
- Ulva flexuosa
- Ulva intestinalis – Gemeiner Darmtang
- Ulva lactuca – Meersalat
- Ulva linza – Gewellter Darmtang
- Ulva prolifera
- Ulva pseudocurvata
- Ulva tenera: endemisch auf Helgoland
- Ulva torta
- Ulvella lens
- Ulothrix flacca
- Ulothrix implexa
- Ulothrix speciosa
- Urospora neglecta
- Urospora penicilliformis
- Urospora wormskioldii